# 문태고등학교
문태고등학교(文泰高等學校)는 대한민국 전라남도 목포시 용당동에 있는 사립 고등학교이다.

## 학교 연혁
- 1941년 4월 23일 : 재단법인 문태중학교 설립인가, 초대 이사장 문재철 선생 취임
- 1941년 5월 12일 : 구 공립 상업학교에서 개교식 거행
- 1941년 8월 13일 : 초대 교장 횡전봉삼랑(일본국인) 선생 취임
- 1942년 4월 22일 : 중학교 개정령에 따라 수업년한 4년으로 함
- 1943년 4월 1일 : 가 교사로 이전(구 영흥중학교 부지)
- 1951년 8월 31일 : 고등학교 설립인가(병설) (문보 제502호)
- 1951년 8월 31일 : 문태중학교 9학급, 문태고등학교 9학급 각각 인가
- 1951년 9월 1일 : 문태고등학교 개교식 거행
- 1952년 3월 31일 : 제1회 고등학교 졸업식 거행 (73명)
- 1952년 5월 25일 : 가 교사로 이전(목포시 용당동 183번지 현 교사 부지)
- 1958년 8월 31일 : 본관 신축교사 준공
- 1975년 9월 10일 : 동편 문태고등학교 별관 12교실 신축공사 완공 (428평)
- 1983년 11월 13일 : 효민 도서관 준공(84.5평)
- 1998년 11월 6일 : 문태고등학교 본관 화재(25실중 22실 전소, 3실 피해경미)
- 1999년 5월 8일 : 문태고등학교 체육관(미봉관) 개관식 거행
- 1999년 8월 31일 : 문태고등학교 생활관(기숙사) 준공
- 1999년 10월 10일 : 문태고등학교 복지관 준공
- 2000년 9월 7일 : 문태고등학교 학교규칙 변경인가 (남녀혼성 8학급, 전체24학급)
- 2000년 10월 6일 : 문태고등학교 신관, 본관(재축) 준공
- 2005년 4월 13일 : 문태고등학교 도서관 미디어센터 준공
- 2014년 10월 30일 : 문태고등학교 본관 등록문화재(제640호) 등록(문화재청)
- 2015년 5월 10일 : 문태고등학교 다목적교실(체육관) 및 급식실 준공식(지상2층, 1층 917.55㎡ 2층 1,117.975㎡) 준공일 5.8.
- 2019년 4월 20일 : 제10대 문익수 이사장 취임
- 2024년 3월 1일 : 제19대 문태고등학교 교장 유일한 선생 취임
- 2025년 1월 9일 : 제74회 문태고등학교 졸업식 거행 158명(총 23,821명)
- 2025년 3월 4일 : 2025학년도 문태고등학교 입학 160명

## 참고 자료
- 문태고등학교 - 한국교육학술정보원 학교알리미